# Качинський (Орєшин) Володимир Максимович
Качинський (Орєшин) Володимир Максимович (11 липня 1885, місто Севастополь — розстріляний 15 жовтня 1937, Київ), український та комуністичний політичний діяч, член Всеросійських Установчих зборів, член ВУЦВК.

## Біографія
Народився в родині дрібного садовода-виноградаря. Закінчив народну і реальну школу. У 1903–1905 роках навчався в Новоросійському університеті в м. Одесі на природно-математичному факультеті.
На початку XX ст. брав активну участь у роботі партії есерів, перебував в еміграції у Франції та Італії.
За участь у революційних подіях 1906 р. був засуджений судовою палатою міста Харкова. 1909 р. заарештований та висланий в Архангельську губернію. 1910 р. подав прохання про помилування («порвав з революцією»). Звільнений 1912 р. Журналіст газети «Тамбовские отклики».
З 1917 року — голова Харківського комітету Української партії соціалістів-революціонерів-боротьбістів, товариш голови Харківської губернської ради селянських депутатів, редактор газети «Земля и воля». З жовтня 1917 року — член Харківського військово-революційного комітету. Обраний член Всеросійських установчих зборів, брав участь у їх засіданні 5 січня 1918 р. 
Після створення в 1919 році УПЛСР (борьбистів) обирався членом її ЦК. З грудня 1919 по лютий 1920 року — член Всеукраїнського революційного комітету.
У 1920 році кооптований до складу КП(б)У. Згідно з постановою Оргбюро ЦК КП(б)У від 7 вересня 1922 року Качинському зарахований весь його підпільний стаж. Це давало право вважати його одним із найстаріших членів компартії.
Потім перебував на партійній та радянській, зокрема на землеробській та кооперативній, роботі в Одесі, Харкові, Москві, Києві. 
У квітні 1925 — травні 1926 року — голова виконавчого комітету Херсонської окружної ради.
З травня 1926 року працював головою планової комісії, членом колегії та заступником народного комісара земельних справ Української СРР (до 15 березня 1931 року). У січні 1929 року був затверджений членом президії Всесоюзного переселенського комітету.
У 1931—1932 роках — голова міської ради в місті Кривий Ріг.
З березня 1932 по 1933 рік — голова Київського обласної планової комісії та заступник голови виконавчого комітету Київської обласної ради.
Навесні 1933 року переїхав до Харкова, де зайняв посаду заступника уповноваженого Народного комісаріату зернових і тваринницьких радгоспів СРСР по Українській СРР.
Навесні 1934 року призначений заступником голови Державної планової комісії при РНК Української СРР.
24 серпня 1937 р. заарештований за приналежність до «антирадянської право-троцькістської організації на Україні».
Військова колегія Верховного суду СРСР 14 жовтня 1937 року винесла вирок: засудити В. Качинського до вищої міри покарання — розстрілу, з конфіскацією всього майна.
Дружина Анна Юріївна, син Сергій

## Праці
- Качинський В. Селянський рух на Україні в роки 1905–1907 / В. Качинський. -Х., 1927. — 231 с.
- Качинський В. Ленін і аграрне питання / В. Качинський. -Х., 1925.
- Качинский В. Социализация сельского хозяйства на Украине / В. Качинський. — К., 1919. — 29 с.
- Качинский В. Очерки аграрной революции на Украине / В. Качинський. — Х., 1923. — С. 52.
- Качинський В. За масову колективізацію / В. Качинський. — Х., 1930. — 24 с.